# Bagnols-sur-Cèze
Bagnols-sur-Cèze is een gemeente in het Franse departement Gard (regio Occitanie). De gemeente telde 18.124 inwoners op 1 januari 2022.
Het is de hoofdstad van de streek Gard rhodanien.
Ten zuidoosten van het centrum is de site van Marcoule, waar nucleair onderzoek gebeurt en nucleair afval wordt opgeslagen.

## Geschiedenis
De plaats bestond al voor de komst van de Romeinen. In de gemeente is een oppidum gevonden (Castel de la Fontaine aux Loups) en graven uit de La Tène-periode. In de Gallo-Romeinse periode was het een stopplaats op de weg van Albi naar Nîmes en was bekend om haar thermale bronnen. In de 4e eeuw was er al een kapel op de plaats van de latere dorpskerk.
In 1208 kreeg Bagnols stadsrechten. In 1223, onder Lodewijk VIII, kreeg de stad een markt. In de 14e eeuw kreeg de stad versterkingen om haar te beschermen tegen roversbenden en opstandige boeren. Een overblijfsel hiervan is de Tour de l'Horloge. In 1631 kwam Hendrik II van Montmorency, gouverneur van Languedoc en heer van Bagnols, in opstand tegen de koning. Hij werd in 1632 geëxecuteerd en het kasteel van Bagnols en de stadsmuren werden op bevel van koning Lodewijk XIII afgebroken. In de 18e eeuw werden de stadsmuren hersteld om de stad te beschermen tegen een mogelijk aanval tijdens de Oorlog van de Camisards.
Tot aan de Franse Revolutie was er in het stadscentrum de abdij van Valsauve.
Van de 17e tot de 19e eeuw was er zijde-industrie in de stad.

## Geografie
De oppervlakte van Bagnols-sur-Cèze bedroeg op 1 januari 2022 31,37 vierkante kilometer; de bevolkingsdichtheid was toen 577,7 inwoners per km². De gemeente ligt aan de rivier Cèze aan de voet van de berg Lancise.
De onderstaande kaart toont de ligging van Bagnols-sur-Cèze met de belangrijkste infrastructuur en aangrenzende gemeenten.

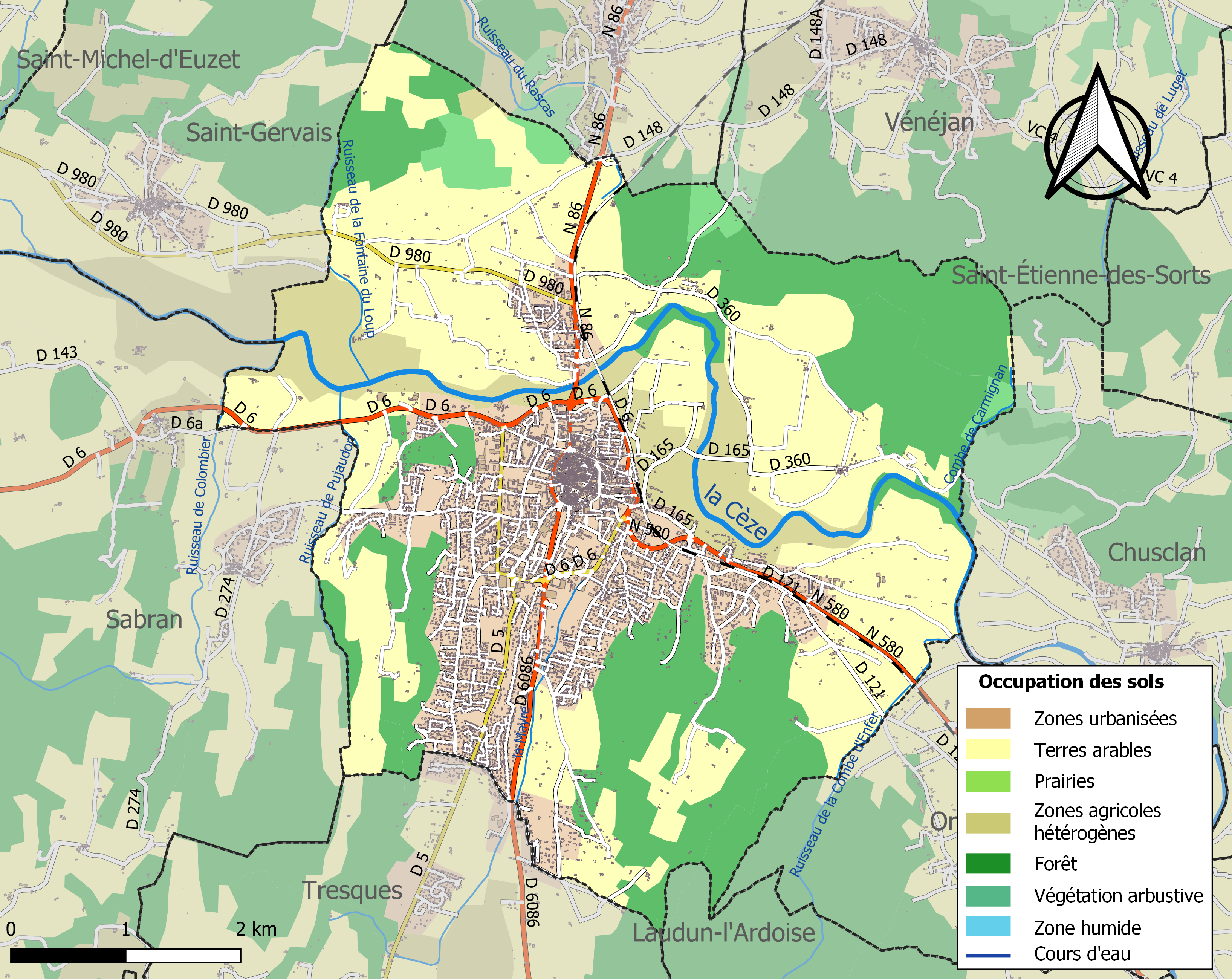

## Verkeer
In de gemeente ligt het spoorwegstation Bagnols-sur-Cèze.

## Demografie
Onderstaande figuur toont het verloop van het inwoneraantal van Bagnols-sur-Cèze vanaf 1962.

## Geboren
- Levi ben Gershom (1288-1344), rabbijn, filosoof en geleerde
- Jean-Baptiste Gentil (1726-1799), militair en oriëntalist
- Antoine de Rivarol (1753-1801), schrijver
- Joseph-Dominique Magalon (1794-1867), journalist
- Guillaume Raoux (1970), tennisser
- Florian Taulemesse (1986), voetballer
- Éric Bauthéac (1987), voetballer
- Yohan Benalouane (1987), Tunesisch voetballer
- Khalid Boutaïb (1987), Frans-Marokkaanse voetballer
- Sandie Toletti (1995), voetbalster